# Sông Bé (quận)
Quận Sông Bé được thành lập theo Nghị định của Toàn quyền Đông Dương ngày 25 tháng 10 năm 1927 trên cơ sở đổi tên quận Phú Riềng (thuộc tỉnh Biên Hòa) và chuyển quận lị về Bu Kroai (nay thuộc xã Đức Hạnh, huyện Bù Gia Mập).
Ngày 20 tháng 5 năm 1933, cùng với việc chuyển quận lị Sông Bé về núi Bà Rá, quận Sông Bé được đổi tên thành quận Núi Bà Rá.
Quận Núi Bà Rá được nâng cấp thành tỉnh Phước Long theo Sắc lệnh số 143-NV ngày 22 tháng 10 năm 1956 do Tổng thống Việt Nam Cộng hòa ký, chia Nam phần thành 22 tỉnh. Tỉnh lỵ tỉnh Phước Long đặt tại Phước Bình, về mặt hành chính thuộc xã Sơn Giang, quận Phước Bình (nay là khu vực trung tâm thị xã Phước Long). Địa bàn quận Sông Bé nay thuộc tỉnh Bình Phước.